# Sopdet
Sopdet (de scherpe) – in de Griekse tijd Sothis genoemd – was een godin van het Oude Egypte (zie: Isis-Sothis).
Zij wordt afgebeeld met een ster boven haar hoofd en is al bekend uit de tijd van Djer. Samen met Sah (Orion) en hun zoon Sopet vormde zij een Triade. Zij was de godin van de ster Sirius, de Hondsster, en ter ere van haar werd jaarlijks een feest gevierd het Sothis-feest. Dit feest werd gevierd op de dag dat de ster voor het eerst na 70 dagen achter de horizon verborgen te zijn geweest vlak voor zonsopgang weer even te zien was. De Egyptische kalender was hierop geijkt.
In de regel begon vlak na het Sothis-feest de Nijl weer te wassen en kwam de droge periode ten einde. Sopdet kondigde zo de terugkeer van het leven brengende water van de Nijl aan en dat was een goede reden feest te vieren. De periode van 70 dagen die men in acht nam voor het balsemen van een overledene houdt waarschijnlijk verband met de 70 dagen afwezigheid van de godin Sopdet. Men zag ook het einde van de voorbereidingen van de begrafenis als een opnieuw tot leven komen, met name bij de mondopeningsceremonie.